# Chingo
Chingo is een stratovulkaan in de departementen Santa Ana in El Salvador en Jutiapa in Guatemala. De berg ligt ongeveer 20 kilometer ten noordwesten van de stad Santa Ana en is ongeveer 1775 meter hoog.